# Strażnica WOP Jasiel

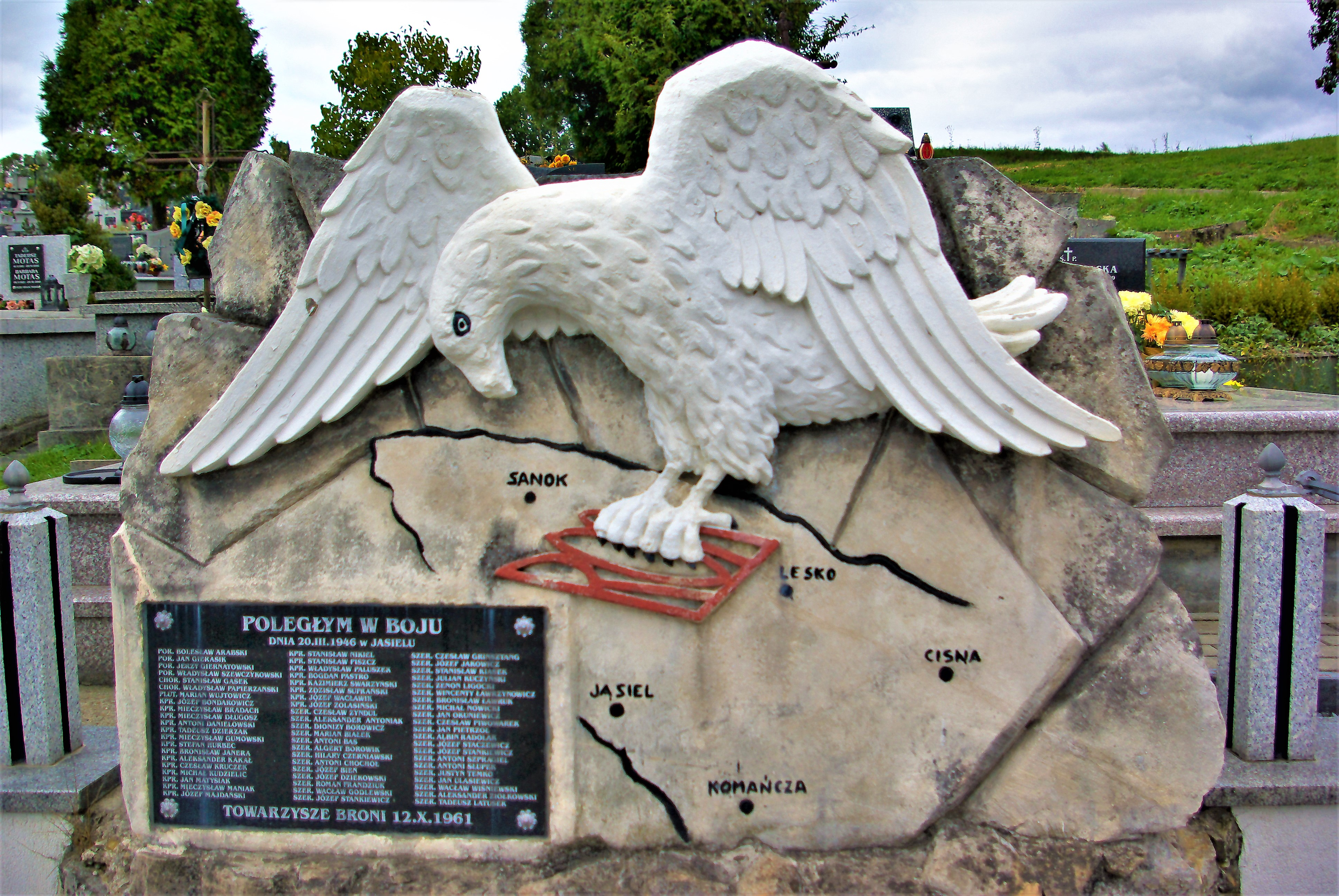
Pomnik cmentarny żołnierzy WOP poległych w walkach z UPA w Jasielu

Strażnica Wojsk Ochrony Pogranicza Jasiel – zlikwidowany podstawowy pododdział graniczny Wojsk Ochrony Pogranicza pełniący służbę graniczną na granicy polsko-czechosłowackiej.

## Formowanie i zmiany organizacyjne
Strażnica została sformowana w 1945 w strukturze 38 komendy odcinka Komańcza jako 174 strażnica WOP (Jasiel) o stanie 56 żołnierzy. Kierownictwo strażnicy stanowili: komendant strażnicy, zastępca komendanta do spraw polityczno-wychowawczych i zastępca do spraw zwiadu. Strażnica składała się z dwóch drużyn strzeleckich, drużyny fizylierów, drużyny łączności i gospodarczej. Etat przewidywał także instruktora do tresury psów służbowych oraz instruktora sanitarnego.
W marcu 1947 sformowano Krośnieńską Komendę WOP w Krośnie w skład której została włączona Strażnica WOP Jasiel.
W związku z reorganizacją oddziałów WOP, 24 kwietnia 1948 174 strażnica OP Jasiel została włączona w struktury 41 samodzielnego batalionu Wojsk Ochrony Pogranicza w Krośnie, a w 1950 1 Brygady WOP w Krośnie.
W 1951, 173 strażnica WOP stacjonowała w Jasielu.
W 1952, w związku z rozformowaniem 1 Brygady WOP w Krośnie, odcinek i pododdziały przejęła 26 Brygada WOP w Przemyślu. W miejscu postoju rozformowanej brygady sformowano 265 batalion WOP Krosno, któremu podporządkowano 7 strażnic w tym strażnicę w Jasielu, która miała numer 174 w skali kraju.
Od 15 marca 1954 wprowadzono nową numerację strażnic, a strażnica WOP Jasiel III kategorii otrzymała nr 174 w skali kraju, w strukturach 265 batalionu WOP.

## Działania bojowe
- 1945 – 28 września w pobliżu Wisłoka Wielkiego oddział UPA napadł, rozbroił i uprowadził do lasu 14 żołnierzy formującej się strażnicy Jasiel. Zorganizowany pościg zaskoczył napastników na biwaku i odbił uprowadzonych[10].
- 1945 – 18 grudnia wieczorem, we wsi Wisłok Wielki, oddział UPA zatrzymał dowódcę strażnicy ppor. Jarockiego i kpr. Józefa Stromiarza wracających saniami z odprawy w Komańczy. Żołnierze zostali rozbrojeni, uprowadzeni i zaginęli bez wieści. O powyższym powiadomił strażnicę woźnica, mieszkaniec Jasiela[11].
- 1945 – 24 grudnia w wieczór wigilijny sotnie UPA zaatakowały tę strażnicę WOP Jasiel, podpalając kilka zabudowań. Po kilku atakach wycofały się[11].
- 1946 – 20 marca w związku z działalnością w rejonie odpowiedzialności strażnicy dużych oddziałów UPA, grupa operacyjna  38 komendy odcinka Zagórze i załoga strażnicy Jasiel liczące w sumie 98 żołnierzy, opuściły rejon zakwaterowania we wsi Jasiel pod dowództwem por. Jana Gierasika. Zostały wtedy zaatakowane i rozbite przez sotnie UPA. Poległo lub zostało rozstrzelanych, po bestialskich torturach 60 żołnierzy i 4 milicjantów. Egzekucja oficerów miała miejsce w rejonie leśniczówki koło wsi Moszczaniec a podoficerów i szeregowców na wzgórzu koło Wisłoka Górnego. W czasie egzekucji rzucił się do ucieczki i mimo pościgu zbiegł szer. Paweł Sudnik[12]. Z pola walki uratowali się również ppor. Marian Myślicki, sierż. Warat i szer. Kowalenko. Ukryli się w stodole i w nocy przeszli na stronę Czechosłowacji. Pozostałych żołnierzy odarto z mundurów, pobito i puszczono wolno. Pod Jasielem zginęli: por. Jan Giersik, por. Bolesław Arabski, por. Władysław Szewczykowski, por. Jerzy Giernatowski oraz chor. Stanisław Gąsek i chor. Władysław Papierzański. Po ekshumacji wszyscy polegli zostali pochowani na cmentarzu w Zagórzu[13].

## Strażnice sąsiednie
- 173 strażnica WOP Radoszyce ⇔ 175 strażnica WOP Jaśliska – 1946
- 173 strażnica OP Radoszyce ⇔ 175 strażnica OP Lipowiec – 1950
- 173 strażnica WOP Radoszyce kat. II ⇔ 175 strażnica WOP Lipowiec kat. II – 15.03.1954.

## Komendanci/dowódcy strażnicy
- ppor. Jarocki (do †18.12.1945)[11]
- Jan Suraj (30.12.1948–31.01.1950)[14].